# خرده‌بورژواها
بورژواها (به انگلیسی: the Petty bourgeoisie) نام یک کتاب ادبی است که توسط ماکسیم گورکی، نویسندهٔ اهل روسیه نوشته شده‌است. این کتاب یکی از آثار مشهور ادبی جهان است.